# 金斯伯里 (內華達州)
金斯伯里（英語：Kingsbury）是位於美國內華達州道格拉斯縣的普查規定居民點。

## 人口
根據2020年美國人口普查的數據，金斯伯里的面積為56.49平方千米，皆為陸地。當地共有人口2313人，而人口密度為每平方千米40.95人。